# Giancarlo Barigozzi
Giancarlo Barigozzi (Cologna Ferrarese, 4 marzo 1930 – Milano, 28 giugno 2008) è stato un sassofonista, flautista e tecnico del suono italiano.

## Biografia

### Gli esordi
Proveniente da una famiglia di musicisti, inizia la sua carriera sin dall'infanzia a seguito delle insistenze del padre che suonava il violino e la batteria. Il suo primo strumento è stato il violino. Successivamente studia sassofono, clarinetto e flauto.
Si avvicina al jazz dopo il 1945 ascoltando i dischi di John Coltrane, Charlie Parker e Stan Getz.
Nel 1950 un dirigente del Jazz Club di Padova lo ascolta per caso e lo presenta ad un gruppo di appassionati. Comincia così il suo ingresso nel mondo del jazz: successi e difficoltà non tardano ad arrivare.

### Carriera
Nel 1955 lascia l'Italia per esibirsi in Francia, Germania e Svezia: suona con i jazzisti locali ed incontra Chet Baker, Lionel Hampton, Lars Gullin.
Nel 1957 prende il volo verso l'Estremo Oriente con una propria formazione: un quintetto con Mario Costalonga (tromba-trombone-vibrafono); Silvano Salviati (pianoforte); Alfredo Bendini (batteria); Sandro Paganucci (contrabbasso e canto). Singapore, Saigon, Tokio, Hong-Kong diventano le sue “basi” ed è qui che incontra e suona con Tony Scott, Milt Jackson, Percy Heat, Jack Teagarden, Frank Sinatra.
Nel 1965, dopo otto anni di Oriente, rientra in Italia e si stabilisce a Milano. Suona con Enrico Intra, Giorgio Gaslini, Gil Cuppini, Carlo Milano, Oscar Rocchi, ed altri.
Nel dicembre dello stesso anno partecipa con l'Orchestra di Gil Cuppini alla Gershwiniana al Teatro alla Scala e, con il suo sassofono soprano, esegue un apprezzato improvvisato assolo.
Nell'anno 1972 viene inviato dalla RAI a rappresentare l'Italia nella International Big Band al Festival del Jazz a Parigi. Suonano anche Ole Molin, Nicls Hemming, Niels-Henning Ørsted Pedersen, Bengst Hallberg, Daniel Humair, Malcolm Griffiths, Lee Konitz. Il Direttore d'orchestra è Martial Solar.
Nel 1973 partecipa a Roma, come aggiunto all'Orchestra RAI, al Concerto di Frank Rosolino, Conte Candoli, Tony Scott.
Oltre ai dischi incisi sotto suo nome, collabora anche come session man con Enrico Intra, Gerry Mulligan, Gil Cuppini, Nunzio Rotondo, Giorgio Gaslini, Giorgio Azzolini e molti altri.
Per parecchi anni, in tutta Italia, effettua concerti con Enrico Intra ai quali si affiancano sovente Severino Gazzelloni, Pino Presti, Tullio De Piscopo e Sergio Farina; partecipa a manifestazioni canore come il Festival di Sanremo e la Gondola d'oro di Venezia con l'Orchestra RAI.
Da ricordare la sua partecipazione alla registrazione dell'album Gerry Mulligan meets Enrico Intra (1976), con vari interventi da solista al sassofono soprano e al flauto.
Si dedica inoltre alla composizione di musiche da commento, senza tralasciare peraltro lo studio delle tecniche di registrazione.
Nel 1977 lascia l'attività di musicista. Non l'abbandona però: completa la sua carriera musicale aprendo un suo Studio di Registrazione nel quale incide numerosi albums per musicisti di jazz americani che si trovano in tournée in Italia.

### Lo studio Barigozzi
Nel 1974 nasce dunque a Milano in via E.Nöe (accanto allo storico Bar Basso)
lo “Studio Barigozzi” e decolla sia nel campo della musica leggera che nella registrazione di jingle pubblicitari. Il Jazz arriva allo Studio nel 1975 quando Barigozzi entra in contatto prima con Sergio Veschi della Red Records poi con il produttore Giovanni Bonandrini della Black Saint/Soul Note.
Lo “Studio Barigozzi” diventa così nel corso di un ventennio un valido punto di riferimento per molti musicisti jazz italiani e stranieri.
Poco meno di 600 sono gli artisti che hanno lavorato in questo Studio: parecchi dei più grandi jazzisti di fama mondiale come Max Roach, Dizzy Gillespie, Tony Scott, Art Blakey, Art Farmer, Sun Ra e molti altri.
Nel 1991 problemi di salute costringono Barigozzi a rallentare l'attività di “sound engineer” per lasciarla definitivamente nel 1993.
Numerosi sono gli articoli e le citazioni che lo riguardano sia come musicista che come tecnico del suono.
Giancarlo Barigozzi è morto il 28 giugno 2008. Cremato, le sue ceneri sono al cimitero di Lambrate.

## Discografia parziale

### Album
- 1953 – Italian Jazz Graffiti (MUSICA JAZZ (2mjp 1064]
- 1953 – Italian Jazz of the roaring 50s (COLUMBIA)
- 1953 – Italian Jazz Stars (COLUMBIA)
- 1971 - Barigozzi/Rocchi/Milano/ Pillot/ Jazz Quartet (DIRE FO 340)
- 1971 - Max Raffeng n. 5 (FONOVIDEO)
- 1972 - Il flautissimo di Giancarlo Barigozzi (FONOVIDEO)
- 1973 - Recherche: Barigozzi-Rocchi-Milano-Pillot (DYNIA WORLD)
- 1973 - Jazz a confronto – 6 – Giancarlo Barigozzi - (HORO REC.HILL)
- 1974 - Woman's colours (FONOVIDEO)
- 1975 - Noe's jazz Ensemble (SEL 700002)
- 1975 - Lester Freeman and his symphony orchestra (SEL 700003)
- 1999 - Barigozzi Group: The optical sound (EASY TEMPO)

### Partecipazioni
- 1953 - Gil Cuppini e il suo complesso
- 1954 - Nunzio Rotondo and his Cool Stars (Emi)
- 1964 - Franco Cerri chitarra (Columbia)
- 1966 - Giorgio Buratti: My soul in performances (Bentler)
- 1967 - Maurizio Lama: La musica di Maurizio Lama (Dire)
- 1969 - Enrico Intra: Archetipo - Il jazz libero europeo di Enrico Intra (Ri-Fi)
- 1971 - Enrico Intra: Messa d'Oggi (Ri-Fi)
- 1971 - Giorgio Azzolini Big Band (Dire)
- 1971 - Gil Cuppini Big Band: A new day (Red Records)
- 1971 - Joe Venuti in Milan with Lino Patruno & his friends (Durium)
- 1972 - Enrico Intra: Jazz in fabbrica – Nuova civiltà
- 1972 - Enrico Intra Group: Milt Jacskson sings (1964) (CBS)
- 1973 - Giorgio Gaslini con Big Band: Colloquio con Malcom X (PDU)
- 1974 - Enrico Intra: To the victims of Vietnam (Ri-Fi)
- 1974 - Joe Venuti: The incredibile Joe Venuti
- 1975 - Enrico Intra: Lester Freeman and his Symphony Orch (Settebello)
- 1975 - Quintetto Giorgio Azzolini: Momenti di Jazz al Capolinea
- 1976 - Gerry Mulligan meets Enrico Intra (Produttori Associati)
- 1976 - Jazz From Italy (Carosello)
- 1983 - Quando sarai lontano - Herman (Ermanno Corti)
- 2011 - Rare and Unissued Jazz concerts - Jazz in Italy in the 50s  (Riviera Jazz Records RJR cd 018)

### Articoli, foto, citazioni ed interviste apparsi in
- Franco Fayenz, Padova: jam-sess. 14.1.53, in Musica Jazz, Anno IX n.2, febbraio 1953,  p. 22.
- G.L.Scabbia, Ferrara: concerto 27.2.53, in Musica Jazz, Anno IX n.3, marzo 1953,  p. 20.
- Hot Club di MILANO, Milano: concerto 27.5.53, in Musica Jazz, Anno IX n.6, giugno 1953,  p. 23.
- Ruggero Stiassi, Torino:  concerto 13.9.53, in Musica Jazz, Anno IX n.10, ottobre 1953,  p. 20.
- G.Barazzetta, Giancarlo Barigozzi, in Musica Jazz, Anno IX n.10, ottobre 1953,  p. 23.
- Roberto Capasso, Musica Jazz, novembre 1956.
- Dario Salvatori, Giancarlo Barigozzi - 6 JAZZ A CONFRONTO (HORO), in CIAO 2001, Anno XXX n.11 (322), settembre 1974,  p. 62.
- Stefano Arcangeli, Giancarlo Barigozzi – “Jazz a confronto 6” – HORO HILL, in Musica Jazz, novembre 1974,  p. 33.
- Salvatore G.Biamonte, Italian Jazz Graffiti, in Musica Jazz, agosto/settembre 1988.
- Marcello Piras, Guida al Disco, in Musica Jazz, agosto/settembre 1988,  pp. L.
- Dante Panzuti, Quelli che il jazz italiano... Giancarlo Barigozzi, in Ritmo-amici del jazz, n. 709/710, dicembre/gennaio 1996/1997,  p. 18.
- Maurizio Franco, inserto Enrico Intra, in Musica Jazz, Anno 55 N.7 (594), luglio 1999,  pp. XLIII.
- Gian Luca Petrucci, flautisti italiani del ‘900, in FaLaUt, Inserto Monografico “la scuola flautistica italiana”, Anno II n.4, gennaio/marzo 2000,  p. 36.
- Stefano Benini, I flautisti jazz italiani, in FaLaUt, Anno II n. 5, aprile/giugno 2000,  pp. 50-52.
- Maurizio Franco, il 210° “Black Saint Story”, in Musica Jazz, Anno 56 n.12, dicembre 2000,  pp. XXXVIII, XXXIX.
- Stefano Benini, Giancarlo Barigozzi, in FaLaUt, Anno 5 n.18, luglio/settembre 2003,  pp. 52-53.
- Matteo Brancaleoni, Avvenimento: il MuRec studio la voce naturale dello strumento, in Jazz Magazine, n. 68, luglio/agosto 2008,  pp. 69,73.
- Maurizio Maiotti, Giancarlo Barigozzi story, in Jamboree Magazine, Anno XVIII n.80, gennaio/marzo 2013,  pp. 22-25.
- Adriano Mazzoletti, Il jazz in Italia-vol.secondo: dallo swing agli anni sessanta, pg.802 e seg.